# Anass Aït El Abdia
Anass Aït El Abdia (ur. 21 marca 1993 w Casablance) – marokański kolarz szosowy.

## Najważniejsze osiągnięcia
2013
- 3. miejsce w Les Challenges de la Marche Verte – GP Sakia El Hamra
- 2. miejsce w Les Challenges de la Marche Verte – GP Al Massira

2014
- 4. miejsce w Tour International de Constantine
- 1. miejsce na 5. etapie Tour du Maroc

2015
- 3. miejsce w Les Challenges de la Marche Verte – GP Oued Eddahab
- 3. miejsce w Les Challenges de la Marche Verte – GP Al Massira
- 3. miejsce w Tour du Maroc
- 3. miejsce w Challenge du Prince – Trophée Princier
- 3. miejsce w Challenge du Prince – Trophée de l'Anniversaire
- 1. miejsce w Challenge du Prince – Trophée de la Maison Royale
- 3. miejsce w mistrzostwach Maroka (jazda ind. na czas)
- 3. miejsce w Challenge des phosphates – Grand Prix de Khouribga

2016
- 1. miejsce w mistrzostwach Maroka (start wspólny)

2017
- 1. miejsce w Tour du Maroc

2019
- 4. miejsce w Tour of Mersin
- 2. miejsce w Tour of Mesopotamia
- 10. miejsce w Prueba Villafranca-Ordiziako Klasika

2022
- 1. miejsce w klasyfikacji górskiej Tour of Sharjah
  - 1. miejsce na 2. etapie
- 2. miejsce w mistrzostwach Maroka (start wspólny)

## Rankingi
| Rok              | 2012 | 2013 | 2014 | 2015 | 2016 | 2017  | 2018  | 2019 | 2020 | 2021  | 2022 |
| ---------------- | ---- | ---- | ---- | ---- | ---- | ----- | ----- | ---- | ---- | ----- | ---- |
| UCI World Tour   |      |      |      |      | -    | 379.  | 344.  |      |      |       |      |
| World Ranking    |      |      |      |      | 585. | 1014. | 1000. | 983. | -    | 2339. | 963. |
| UCI Asia Tour    | -    | -    | -    | -    | 291. | 426.  | 500.  |      |      |       |      |
| UCI America Tour | -    | -    | -    | -    | 360. | -     | -     |      |      |       |      |
| UCI Africa Tour  | 38.  | 12.  | 43.  | 7.   | 30.  | 50.   | 64.   | 49.  | -    | 127.  | 43.  |
|                  |      |      |      |      |      |       |       |      |      |       |      |
| Źródło: UCI      |      |      |      |      |      |       |       |      |      |       |      |